# 1890年足球
以下記載著1890年世界各地有關足球的重要事件：

## 各地聯賽冠軍
| 國家   | 賽事                 | 冠軍     | 奪冠次數 | 上次奪標 |
| ------ | -------------------- | -------- | -------- | -------- |
| 英格兰 | 第2屆 英格蘭足球聯賽 | 普雷斯顿 | 第2次    | 1888－89 |

### 成立於1890年的俱樂部
- 切特西鎮足球會
- 弗利特镇足球俱乐部（英语：Fleet Town F.C.）
- 格林森林流浪足球俱乐部
- 格雷斯竞技足球俱乐部
- 希尔登足球俱乐部（英语：Shildon A.F.C.）
- 韋茅夫足球會